# ۱۲۷۵ (خورشیدی)
۱۲۷۵ هزار و دویست و هفتاد و پنجمین سال هجری خورشیدی سالی عادی است.

## وقایع
- آغاز سلطنت مظفرالدین شاه قاجار در ایران .

## زادروزها
- ۴ بهمن - احمد متین دفتری، سیاستمدار ایرانی[۱]
- علی سهیلی : سیاستمدار و نخست وزیر ایران در دوره پهلوی.
- محسن رئیس : دیپلمات ایرانی و وزیر امور خارجه ایران.

## درگذشت‌ها
- ۱۲ اردیبهشت - ناصرالدین‌شاه قاجار، (زاده: ۱۲۱۰)، چهارمین پادشاه سلسله قاجاریه در ایران.
- ۲۲ مرداد - میرزارضا کرمانی، قاتل ناصرالدین‌شاه.
- ۲۲ مرداد - سید جمال‌الدین اسدآبادی، متفکر سیاسی.